# Waldbrand in Israel 2010

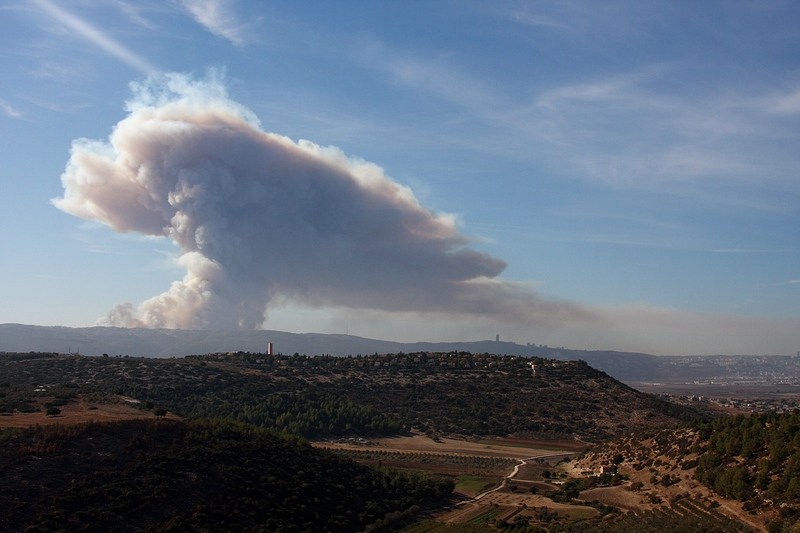
Der Waldbrand auf dem Har Carmel, kurz nach seinem Ausbruch am 2. Dezember 2010, aufgenommen vom Kibbutz Harduf

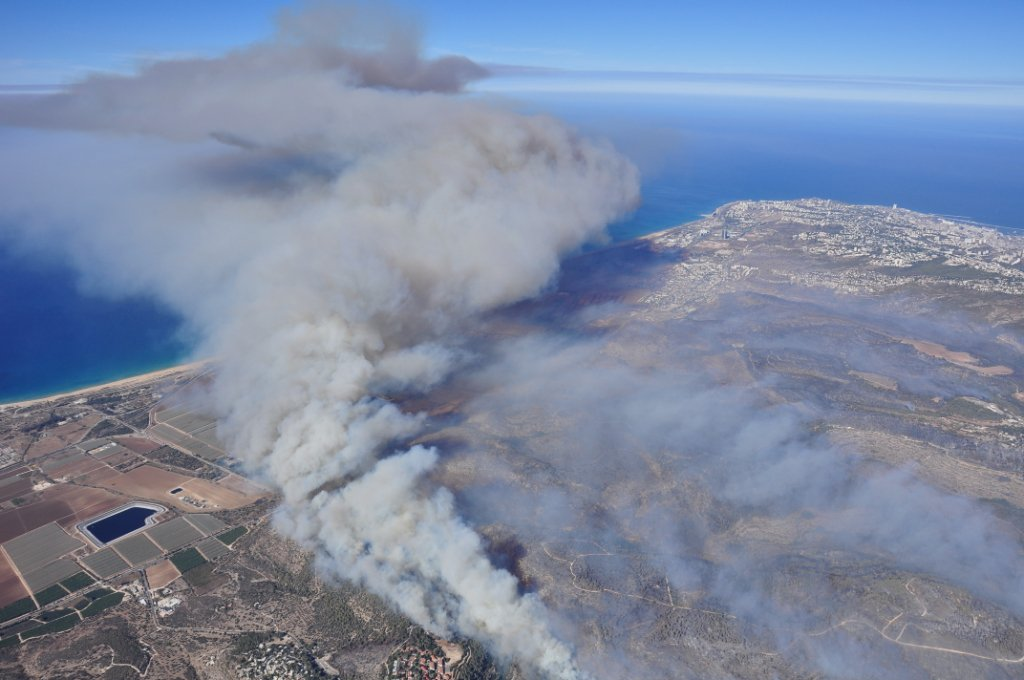
Rauch über der Bucht von Haifa

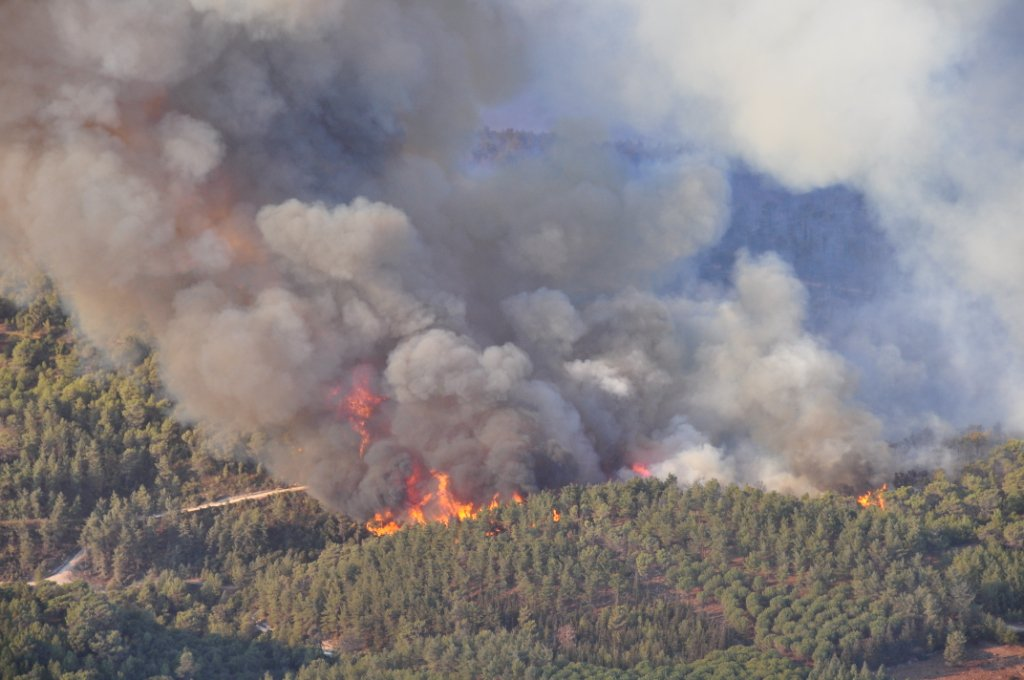

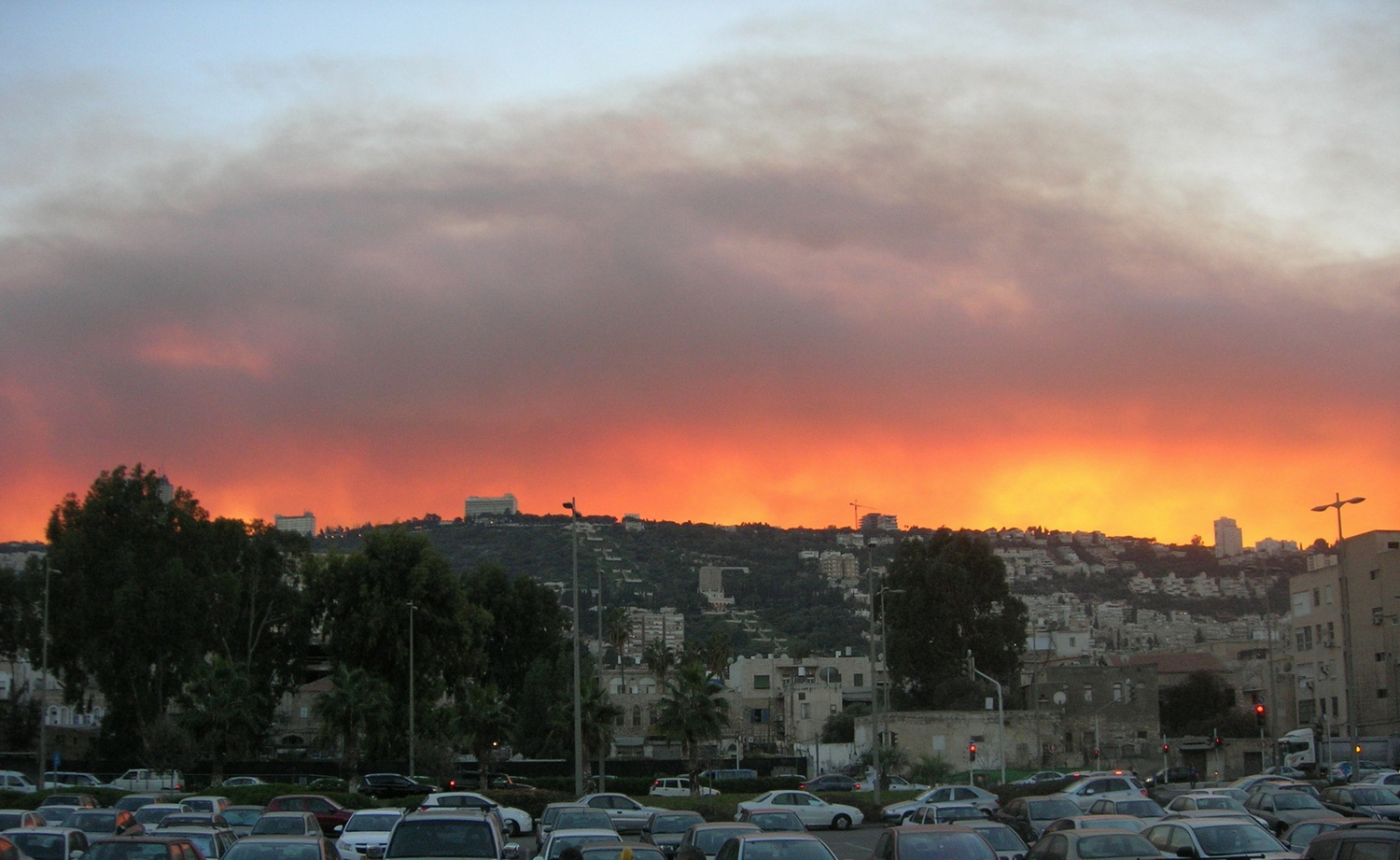
Feuer an der Stadtgrenze von Haifa (Aufnahme vom Bahnhof Haifa Merkaz Hashmona)

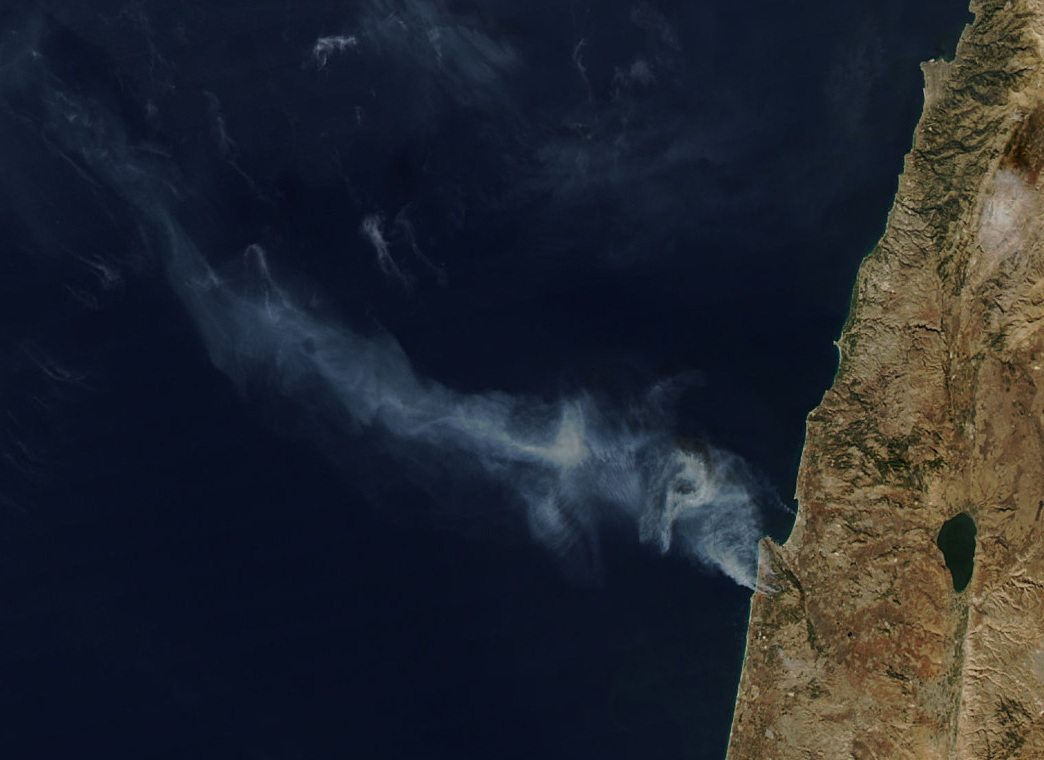
Die Rauchentwicklung auf einem Satellitenbild vom 3. Dezember 2010

Der Waldbrand in Israel 2010 war der größte in der Geschichte des Landes.
Am 2. Dezember 2010 brachen die größten Waldbrände in der Geschichte des Staates Israel aus. Bei den Bränden in Karmel-Gebirge in Nordisrael starben 44 Menschen und zahlreiche wurden verletzt.

## Brandentwicklung und Verlauf
Im November 2010 wurden die höchsten Temperaturen in Israel seit 60 Jahren gemessen. Es war selbst im Dezember noch möglich, im Mittelmeer zu baden. Das Jahr 2010 drohte das siebte Dürrejahr in Folge zu werden. Bis zum Ausbruch der Brände hatte es in diesem Winter noch nicht geregnet. Unter den noch grünen Pinien im Karmel-Gebirge im Hinterland von Haifa stand leicht brennbares, trockenes Gestrüpp. Angefacht wurden die Feuer von aufkommenden und sich dann drehenden Seewinden.
Am 2. Dezember brach ein kleines Feuer im Nordwesten des Gebirges aus. Es habe mehrere kleine Brandherde gegeben, sagte später ein Polizeisprecher. Daraus entwickelte sich schnell ein Flächenbrand, der schließlich die Stadtränder Haifas erreichte. Südliche Stadtteile wurden geräumt, doch viele Bewohner kehrten auf eigene Faust zurück. Rettungskräfte evakuierten bis zum 4. Dezember 2010 17.000 Menschen aus Dörfern und Kibbuzim der betroffenen Gebiete. In Bet Oren, En Hod, Nir Etzion, Jemin Orad und Usfija gingen mehrere Häuser in Flammen auf. Auch die Haftanstalt Damon lag in der Schneise, die das Feuer fraß. 41 Justizangestellte, die meisten davon in Ausbildung, wurden getötet, als sie, nachdem sie etwa 500 Insassen des Gefängnisses in Sicherheit gebracht hatten, in einem Bus vor den Flammen zu flüchten versuchten. Der Bus konnte aufgrund der schlechten Sichtverhältnisse nicht mehr weiterfahren und wurde von wechselnden Winden in einem Feuersturm eingeschlossen, den nur drei Insassen überlebten.
Direkt hinter dem Bus fuhr die Polizeichefin von Haifa, Ahuva Tomer. Sie erlitt schwerste Verbrennungen und starb einige Tage später im Rambam-Krankenhaus von Haifa. Des Weiteren kamen zwei Einsatzkräfte ums Leben.
Bewohner einiger Dörfer und eines Vororts der Küstenstadt Haifa konnten am 5. Dezember 2010 wieder in ihre Häuser und Wohnungen zurückkehren. Am 6. Dezember 2010 regnete es zum ersten Mal seit acht Monaten im Karmel-Gebirge. Er half, die letzten Brandherde zu löschen. Die evakuierten Bewohner der Ortschaften im Karmel konnten in ihre Wohnungen zurückkehren.
Innerhalb von zwei Tagen wurden etwa 35 km² Wald vernichtet. Mehr als 40 Prozent der Flora und Fauna im Karmel-Gebirge wurden vernichtet. Auf einer Fläche von 50 der insgesamt 120 Quadratkilometer der Region habe das Feuer alles niedergebrannt, sagte ein Polizeisprecher. Schätzungsweise 5 Millionen Bäume wurden ein Opfer der Flammen.
Aus dem Chai Bar Karmel Naturschutzzentrum sind durch das Öffnen der Gatter Tiere in das umliegende Waldgebiet entlassen worden, um diesen eine Flucht vor den Flammen zu ermöglichen.

## Löschmaßnahmen

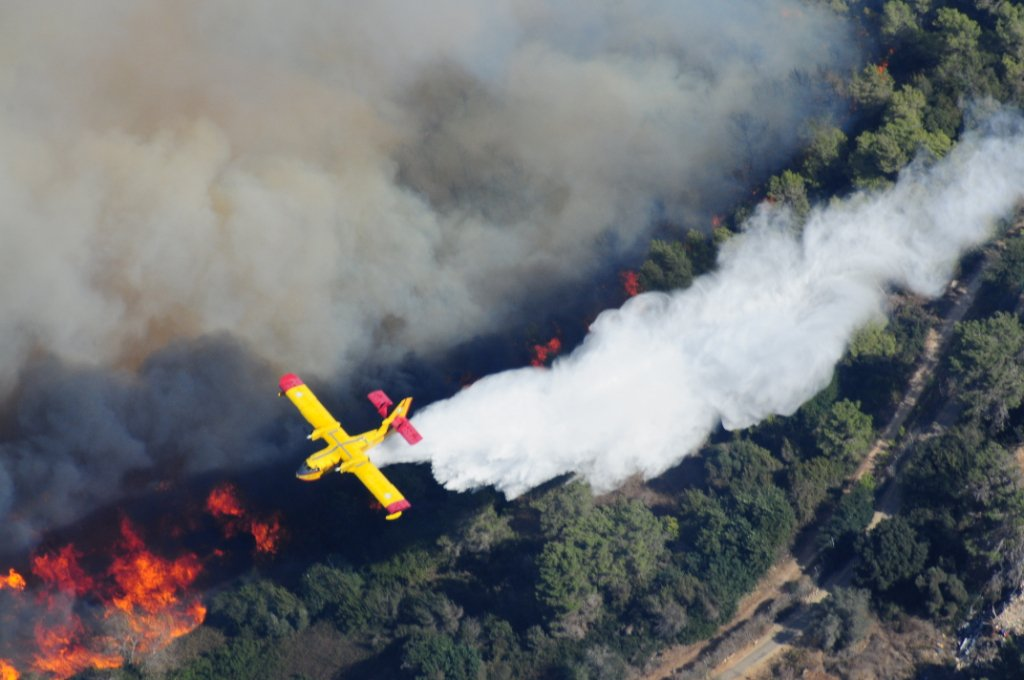
Löschflugzeug

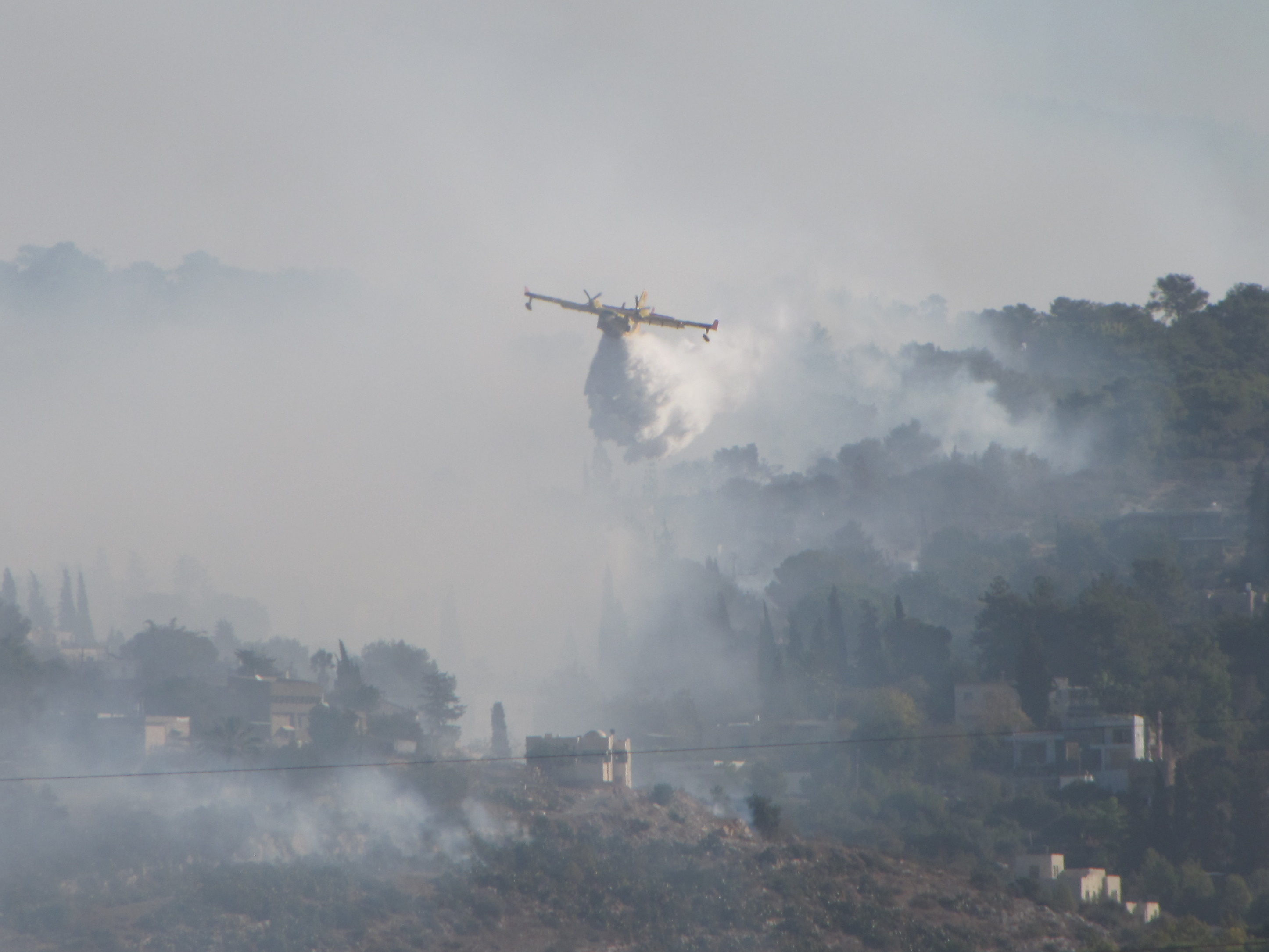
Eine Bombardier 414s der Griechischen Luftwaffe bekämpft Brände bei Ein Hod am 4. Dezember 2010

Aus ganz Israel wurden Feuerwehreinheiten des Landes zusammengezogen, am 3. Dezember 2010 rund 1550 Mann. Zusätzlich wurde die israelische Armee eingesetzt, sodass am 4. Dezember 2010 mehr als 3000 Feuerwehrleute und Soldaten den Brand bekämpften. Dörfer wurden von der Polizei zwangsgeräumt, weil die Bewohner ihre Häuser nicht im Stich lassen wollten.
Rund 30 Staaten entsandten auf Anfrage von Premierminister Benjamin Netanjahu Hilfsmittel nach Israel. Am 5. Dezember dankte Netanjahu Palästinenser-Präsident Mahmud Abbas für die Hilfe durch palästinensische Feuerwehrleute mit Ausrüstung. Die arabischen Nachbarländer Jordanien und Ägypten schickten Feuerwehrleute und Löschmittel. Die Türkei entsandte nach Vermittlung des deutschen Bundeskanzleramtes zwei Löschflugzeuge. Andere Länder schickten am 3. Dezember 2010 ebenfalls Löschgerät: zehn Löschflugzeuge sowie drei Helikopter kamen aus Frankreich, Griechenland, Russland und Zypern. Die Schweizer Luftwaffe beteiligte sich mit drei Cougar Helikoptern. Die US-amerikanische Regierung schickte das Groß-Löschflugzeug Evergreen Supertanker. Er kann bis 80 Tonnen Löschmittel fassen und auch nachts fliegen. Der Tanker ist eine umgebaute Boeing 747 und wird sonst im US-Bundesstaat Kalifornien zur Bekämpfung von Waldbränden eingesetzt. Auf dem Fliegerhorst Ramat David begrüßte der Generalmajor der Israelischen Luftwaffe Ido Nehuschtan die ausländischen Helfer. Die meisten Löschflugzeuge nutzten den Fliegerhorst als Basis.
Am Morgen des 5. Dezember 2010 nahmen mehr als 30 Löschflugzeuge aus Griechenland, Frankreich, Zypern, Großbritannien, der Türkei, Russland und Italien ihre Arbeit wieder auf. Am Boden waren jetzt noch rund 450 israelische Feuerwehrleute im Einsatz. Sie wurden von inzwischen eingetroffenen knapp hundert Feuerwehrkräften aus Bulgarien und einigen jordanischen Kollegen unterstützt. Auch 20 palästinensische Feuerwehrleute mit vier Löschfahrzeugen waren im Einsatz.
Die deutsche Bundesregierung stellte Löschmittel zur Verfügung, sowie zwei Transporthubschrauber und ein Gegengift für Cyanidvergiftungen, die bei Bränden auftreten können.
Da es an Löschflugzeugen mit entsprechender Kapazität mangelte, wurden kleine Propellermaschinen aus der israelischen Landwirtschaft eingesetzt, die sonst zur Insektenbekämpfung genutzt werden. Die Maschinen versprühten brandhemmende Chemikalien.

## Ursache
Die Brandursache blieb zunächst unklar. Die israelische Polizei verhaftete zwei verdächtige Jugendliche aus dem drusischen Dorf Ussefiya bei Isfiya wegen des Verdachts auf fahrlässige Brandstiftung. Später stellte sich heraus, dass die Jugendlichen für den Hauptbrand verantwortlich waren. Sie hatten im Wald Feuer für eine Wasserpfeife angezündet, dessen Funken die ausgedörrten Bäume in Brand setzten. Der erste Brandherd wurde wenig später der Feuerwehr gemeldet. Medienberichte, wonach das Feuer möglicherweise auf einem illegal angelegten Müllplatz im Gebirge ausgebrochen sei, bestätigten sich nicht.

## Natur- und Umweltschäden

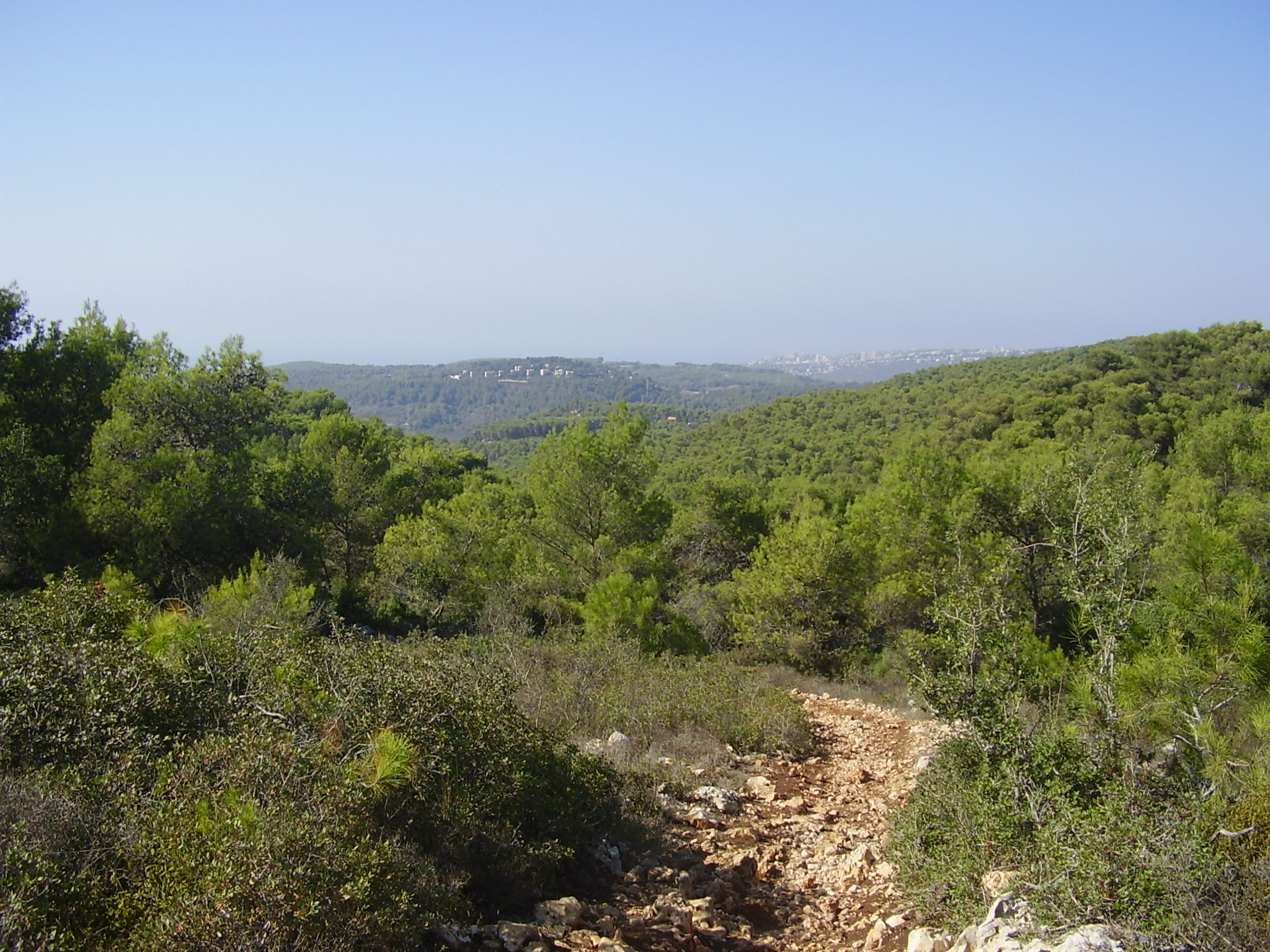
Typische Landschaft am Har Carmel

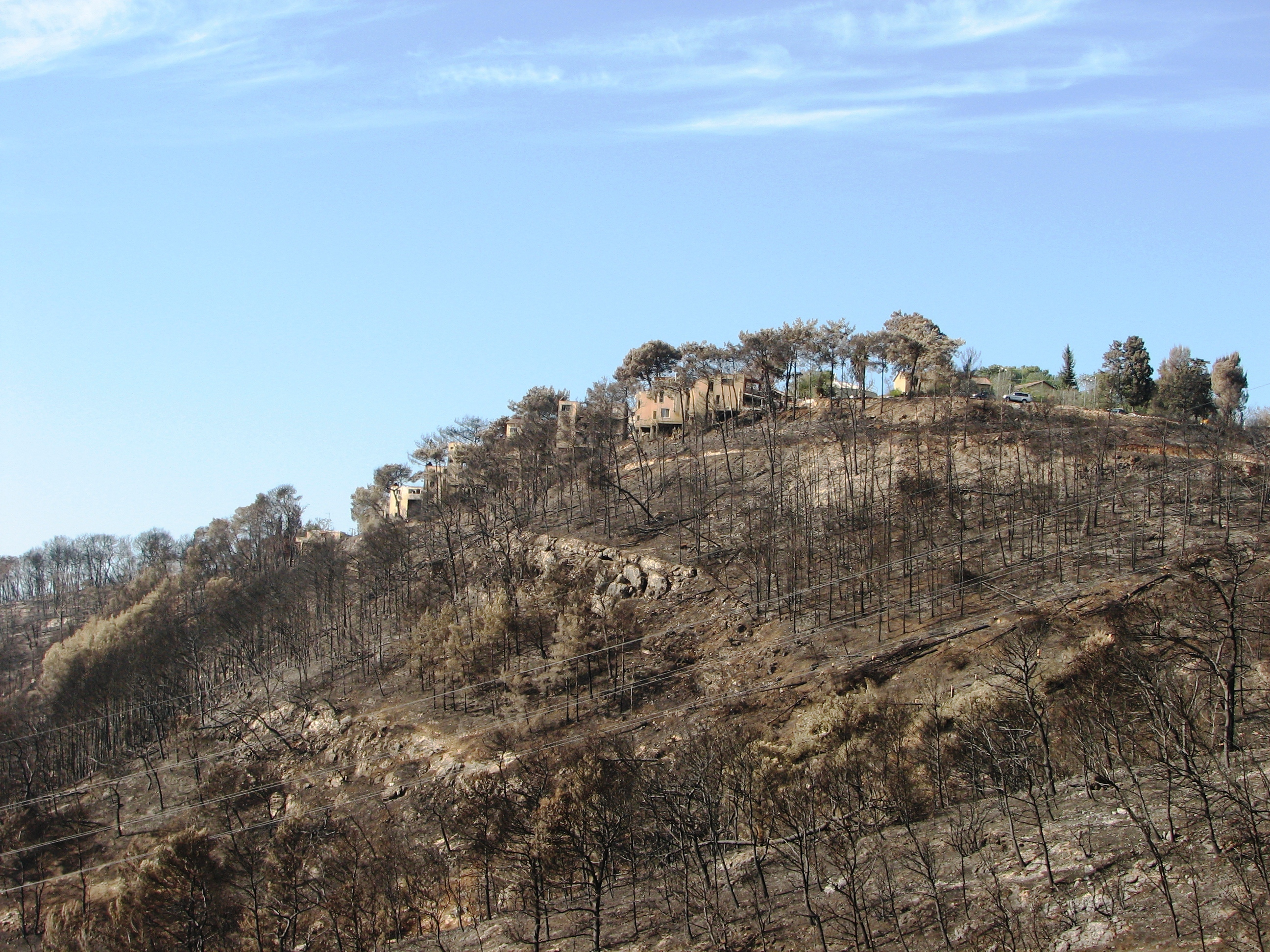
Gebiet um den Ort Bet Oren nach dem Feuer

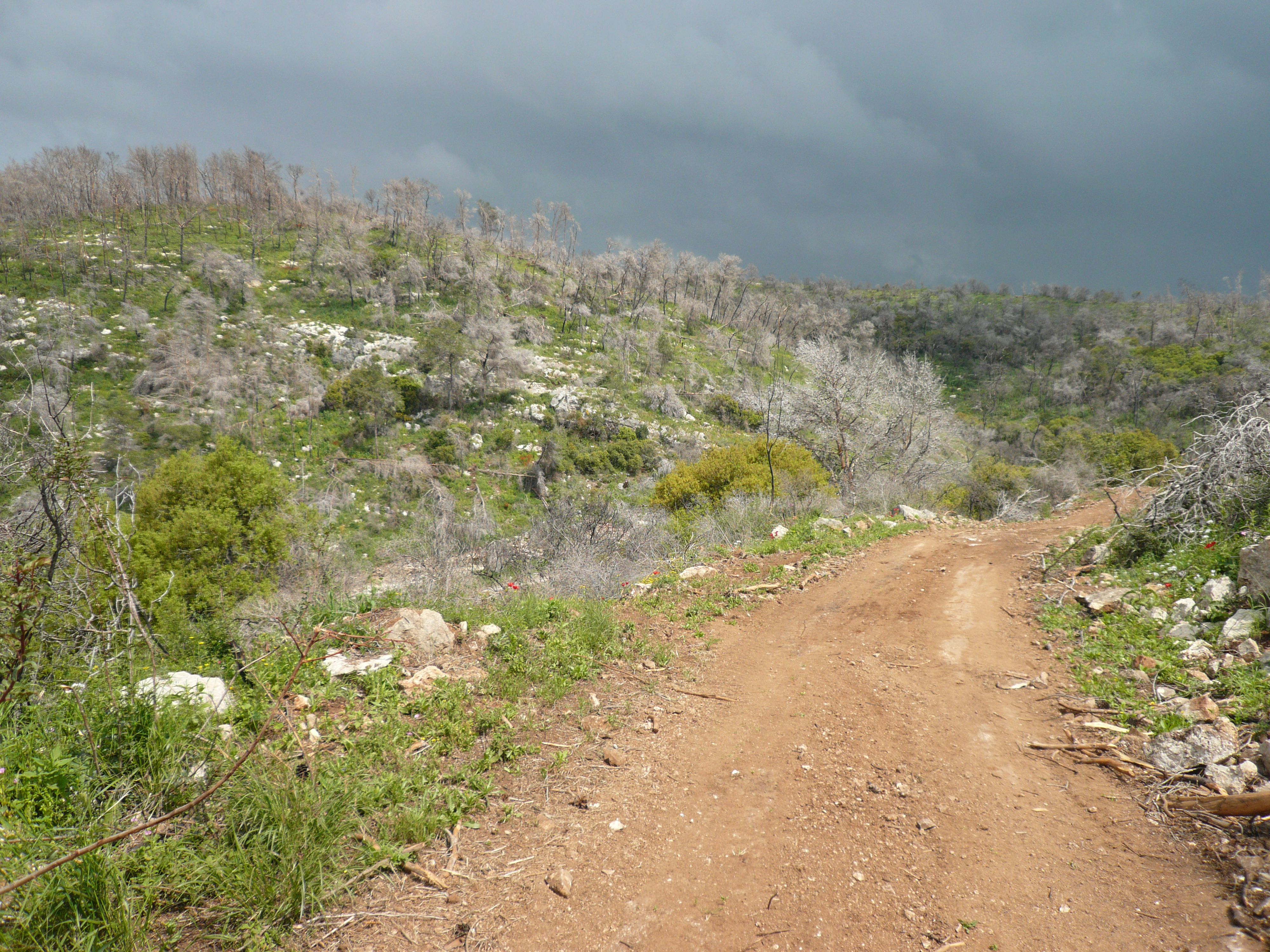
Brandgebiet im Frühjahr 2012

Das Karmel-Gebirge gilt als „Toskana Israels“, da an den Hängen des Gebirges Pinienwälder wachsen und es im Sommer sehr heiß wird. Viele der Waldgebiete wurden erst in den 1930er und 1940er Jahren aufgeforstet. Das Karmelgebirge beherbergt eine breite Vielfalt von Flora und Fauna und ist gut mit Wanderwegen erschlossen. Einige Gebiete stehen unter Naturschutz. Viele Israelis nutzen die Region für Wanderungen und Tagesausflüge.
Etwa fünf Millionen Bäume brannten innerhalb des vier Tage dauernden Feuers ab. 40 Prozent des Waldes im Karmel-Gebirges wurden zerstört. Nur sieben Prozent von Israel sind bewaldet. Der Karmel-Wald machte von dieser Fläche mehr als zwei Drittel aus. Eine der vier von der Regierung eingesetzten Kommissionen befasste sich nach dem Brand allein mit der Wiederaufforstung des Waldes auf dem Karmel.
Die größte Naturschutzgesellschaft Israels SPNI fordert die israelische Regierung am 6. Dezember 2010 auf, die durch Feuer vernichteten Flächen in großen Teilen sich selbst zu überlassen. Einem Gutachten von SPNI zufolge hat diese Region die Fähigkeit sich aus eigenen Ressourcen zu regenerieren und sollte nicht durch unnötige Pflanzung von Bäumen wiederhergestellt werden. Damit sollten Fehler der ersten großen Pflanzaktionen aus der Vergangenheit nicht wiederholt werden. Frühere Brände in Israel haben laut SPNI zu Erkenntnissen geführt, wie verbrannte Regionen zu behandeln seien. Nach dem Gutachten befinden sich genügend Samen in den Böden der betroffenen Gebiete, um die Region ökologisch vielfältig erneuern zu können. Neuanpflanzungen sollten erst nach ökologischen Evaluierungen und im Bedarfsfall nur in kleinen Gebieten vorgenommen werden. So seien beispielsweise die Pinienbäume, die eine Ausbreitung der Feuer gefördert hatten, nicht in der Region heimisch gewesen. Die verbrannten Bäume sollten laut SPNI nicht beseitigt werden, um Bodenerosion zu verhindern. Beim Einsatz schwerer Maschinen werde der Boden und die erste Primärvegetation nach den Bränden schwer beschädigt.

## Kritik

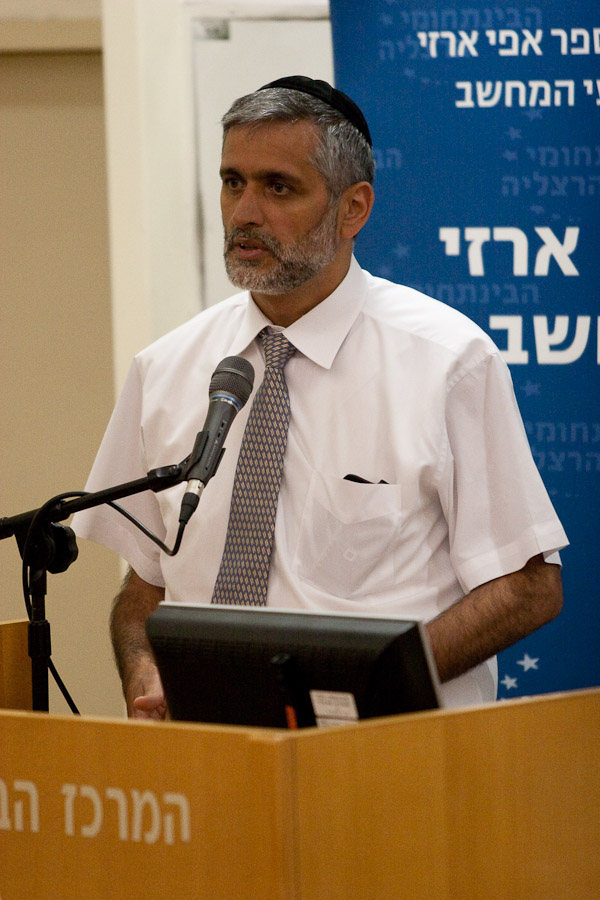
Kritisierter Israelischer Innenminister Eli Jischai

Die Löschmannschaften der Feuerwehr trafen erst zwei Stunden nach der Meldung eines ersten Feuers ein.
Israel verfügte zum Zeitpunkt des Brandausbruchs über keine eigenen Löschflugzeuge. Die Vorräte an Brandhemmern gingen bereits am ersten Tag nach Ausbruch des Brandes aus. Auch gab es keinen Einsatzplan für einen Brand solchen Ausmaßes. Die israelische Feuerwehr beschwerte sich seit Jahren über zu wenig Personal und veraltete Ausrüstung. Bei den Waldbränden stand der Feuerwehr nur unzureichendes und veraltetes Löschgerät zur Verfügung. Ministerpräsident Netanjahu erklärte, die Brandbekämpfung solle künftig aus der Luft von einer eigenen Feuerwehrtruppe übernommen werden. Israelische Medien kritisierten Behörden und Staat, da sich das Land zu sehr auf die militärische Rüstung konzentriert hätte und den Katastrophenschutz vernachlässigt habe.
Nachdem der Brand gelöscht war, wurde die Kritik in den israelischen Medien an Innenminister Eli Jischai (Schas-Partei) laut. Jischai, der schon in der Vorgängerregierung das Amt des Innenministers bekleidete, war für die Feuerwehr in Israel zuständig. In den Medien wurde ihm vorgeworfen, versäumt zu haben, die schlechte Ausrüstung der Feuerwehr zu verbessern und zu wenig Feuerwehrleute vorgehalten zu haben. In Israel kam zum Zeitpunkt des Brandausbruchs auf 6500 Einwohner ein Feuerwehrmann, während in westlichen Ländern im Durchschnitt ein Feuerwehrmann auf 1000 Einwohner kommt.
Die Regierung setzte am 6. Dezember 2010 vier Kommissionen ein, von denen eine den Opfern der Brandkatastrophe helfen sollte. 70 Häuser wurden total zerstört und müssen wieder aufgebaut werden. Weitere 180 Gebäude wurden beschädigt. Ein Kabinettssekretär erklärte im Bezug auf die obdachlos Gewordenen, dass der israelische Staat zunächst mobile Häuser oder eine andere zufriedenstellende Lösung zur Verfügung stellen werde. Die Bewohner sollen innerhalb von 60 Tagen über dauerhafte Wohnlösungen informiert werden und ein entsprechendes Programm aufgesetzt werden.